# Naomi Sheridan
Naomi Sheridan (geboren 1972 oder 1973) ist eine amerikanische Drehbuchautorin.
Sie ist die Tochter des Regisseurs Jim Sheridan und dessen Frau Fran. Ihre jüngeren Schwestern sind Kirsten und Tess Sheridan. 1981 zog die Familie von Dublin nach New York City, wo sie sieben Jahre blieben. Eine Zeit lang wohnten sie in Hell’s Kitchen, das dereinst Probleme mit Drogendealern und Prostitution hatte.
Sheridan heiratete im Juni 2012 ihren langjährigen Freund Mark Little.
Gemeinsam mit ihrem Vater und ihrer 16-jährigen Schwester Kirsten schrieb Naomie mit 19 das Drehbuch zu In America, dessen Geschichte zu einem Teil auf ihren eigenen Erfahrungen nach dem Umzug in die Vereinigten Staaten basiert. Hierfür wurden sie bei der Oscarverleihung 2004 in der Kategorie Bestes Originaldrehbuch nominiert, gewannen jedoch nicht.
Im September 2014 wurde bekannt gegeben, dass Fox TV Studios für HBO den Film als Serie umsetzen will, Naomi und Kirsten werden die ausführenden Produzenten sein, während ihr Vater mitspielen wird.
Das Drehbuch ist zusammen mit den Biografien der Autoren und der Schauspieler 2003 als Buch erschienen (ISBN 978-1-557-04618-5).